# Валдас Адамкус
Валдас Адамкус (литв. Valdas Adamkus; 3. новембар 1926), рођен као Волдемарас Адамкавичијус (литв. Voldemaras Adamkavičius), литвански је политичар који је био председник Литваније у два мандата — од 1998. до 2003. и од 2004. до 2009. године.